# Bulnesia
Bulnesia es un género de plantas de la familia Zygophyllaceae. Comprende 9 especies divididas en dos subgéneros: Gonopterodendron y Bulnesia. Cinco especies son nativas de Argentina.

## Taxonomía
El género fue descrito por Claudio Gay  y publicado en Flora Chilena 1(4): 474–476. 1845[1846].

## Especies
- Bulnesia (Gonopterodendron) arborea (Jacq.) Engler - árbol de 30 m
- Bulnesia (Gonopterodendron) bonariensis - árbol de 1,5 a 6 m
- Bulnesia (Gonopterodendron) carrapo - árbol de 15 m
- Bulnesia (Bulnesia) chilensis - arbusto
- Bulnesia (Bulnesia) foliosa - arbusto
- Bulnesia (Bulnesia) retama - arbusto
- Bulnesia rivas-martinezii G.Navarro
- Bulnesia (Gonopterodendron) sarmientoi Lorentz ex Griseb. - árbol de 20 m
- Bulnesia (Bulnesia) schickendantzii - arbusto